# Orde voor Voorname Diensten
De Orde voor Voorname Diensten (Vietnamees: "Luc Quan Huan Chuong") was een hoge militaire onderscheiding van de Republiek Zuid-Vietnam. De onderscheiding werd in 1974 voor het laatst toegekend. Men verleende de orde in twee klassen; een kruis met een rozet op het lint voor officieren en een kruis zonder rozet voor onderofficieren en manschappen.
Men verleende de Orde voor Voorname Diensten voor "verdienstelijke en heroïsche daden in verband met oorlogshandelingen" aan Zuid-Vietnamese militairen en militairen van de bondgenoten in de strijd tegen de Noord-Vietnamese agressie tijdens de Vietnamoorlog.
- De onderscheiding zelf is voor de landmacht een wit geëmailleerd kruis van Malta met op de wit geëmailleerde armen een groen latijns kruis en een rood centraal medaillon met gouden rand. Het kruis is op acht zwaarden gelegd waarvan de gevesten tussen de vier armen van het kruis zichtbaar zijn.

Het kruis was met een beugel aan het groen en bruine lint bevestigd.
- De marine gebruikte een aan een kompasster ontleende wit geëmailleerde ster met vier gouden balletjes op de punten die de vier voornaamste streken aangeven. De ster is op een gouden lauwerkrans gelegd. De gouden ster was met een versierde beugel aan het wit en blauwe lint bevestigd.
- De luchtmacht gebruikte een ster zonder medaillon met vier zeer langgerekte onversierde armen waartussen vier straalvliegtuigen waren gelegd. De gouden ster was met een beugel in de vorm van een vogel met uitgestrekte vleugels aan het rood en blauwe lint bevestigd.

Op de linten van de Eerste Klasse van de Luc Quan Huan Chuong zijn rozetten in de kleuren van het lint aangebracht, bij de IIe Klasse ontbreken de rozetten. Verder zijn de versierselen gelijk.
Het lint is in westerse ogen bijzonder. Het is een zigzagvorm gevouwen lint dat op oud-Vietnamese wijze eindigt in franje.
Deze zelden uitgereikte decoratie werd door het Amerikaanse leger gelijkgesteld aan het Amerikaanse Legioen van Verdienste. De IIe Klasse werd door de regering van Zuid-Vietnam overigens wel aan buitenlandse officieren verleend. Binnen het Zuid-Vietnamese decoratiestelsel volgt de Orde voor Voorname Diensten op de Nationale Orde van Vietnam en de Vietnamese Medaille voor Militaire Verdienste. Vergeleken met het Kruis voor Dapperheid en de Vietnamese Campagne Medaille werd de Orde voor Voorname Diensten spaarzaam toegekend.